# Honschaft Breidbach
Die Honschaft Breidbach war vom frühen Mittelalter in das 17. Jahrhundert hinein eine Honschaft im Kirchspiel Odenthal im Amt Porz im Herzogtum Berg.
Aus einer erhaltenen Steuerliste von 1586 geht hervor, dass die Honschaft im Nordosten des Kirchspiels lag. Zur Honschaft gehörten seinerzeit die Wohnplätze Großgrimberg, Dhün, Bömerich, Grimberg, Heide, Schickberg, Feld, Bömberg, Eichholz, Neschen, Landwehr, Großeheide, Bülsberg, Großspezard, Winkelhausen, Scheuren, Königsreich, Busch, Keffermich, Unter- und Oberhortenbach, Stragholz und die Titularorte Unter- und Oberbreidbach.
Nachdem das Kirchspiel Odenthal 1634 zur Herrschaft Odenthal wurde, sind keine Honschaften mehr bekannt. Aus der  Charte des Herzogthums Berg 1789 von Carl Friedrich von Wiebeking geht hervor, dass das Kirchspiel Odenthal in die Unterkirchspiele Unterodenthal und Oberodenthal und nicht mehr in Honschaften unterteilt war. Das Gebiet der Honschaft Breidbach gehörte danach zu Oberodenthal.